# Боракай
Боракай — невеликий острів на Філіппінах, 7 км уздовж та 1 км в ширину, розташований за 315 кілометрів на південь від Маніли. На острові проживає трохи більше тридцяти тисяч осіб. Він є головним туристичним напрямком на Філіппінах, прийнявши близько двох мільйонів туристів у 2019 році.
Міжнародний журнал подорожей «Travel + Leisure» відзначив Боракай як найкращий острів світу 2012 року. У 2014 році курортний острів опинився на першому місці в списку «Найкращі острови у світі», опублікованому міжнародним журналом Condé Nast Traveler. У 2016 році Боракай очолив список журналу «10 найкращих місць для перегляду».

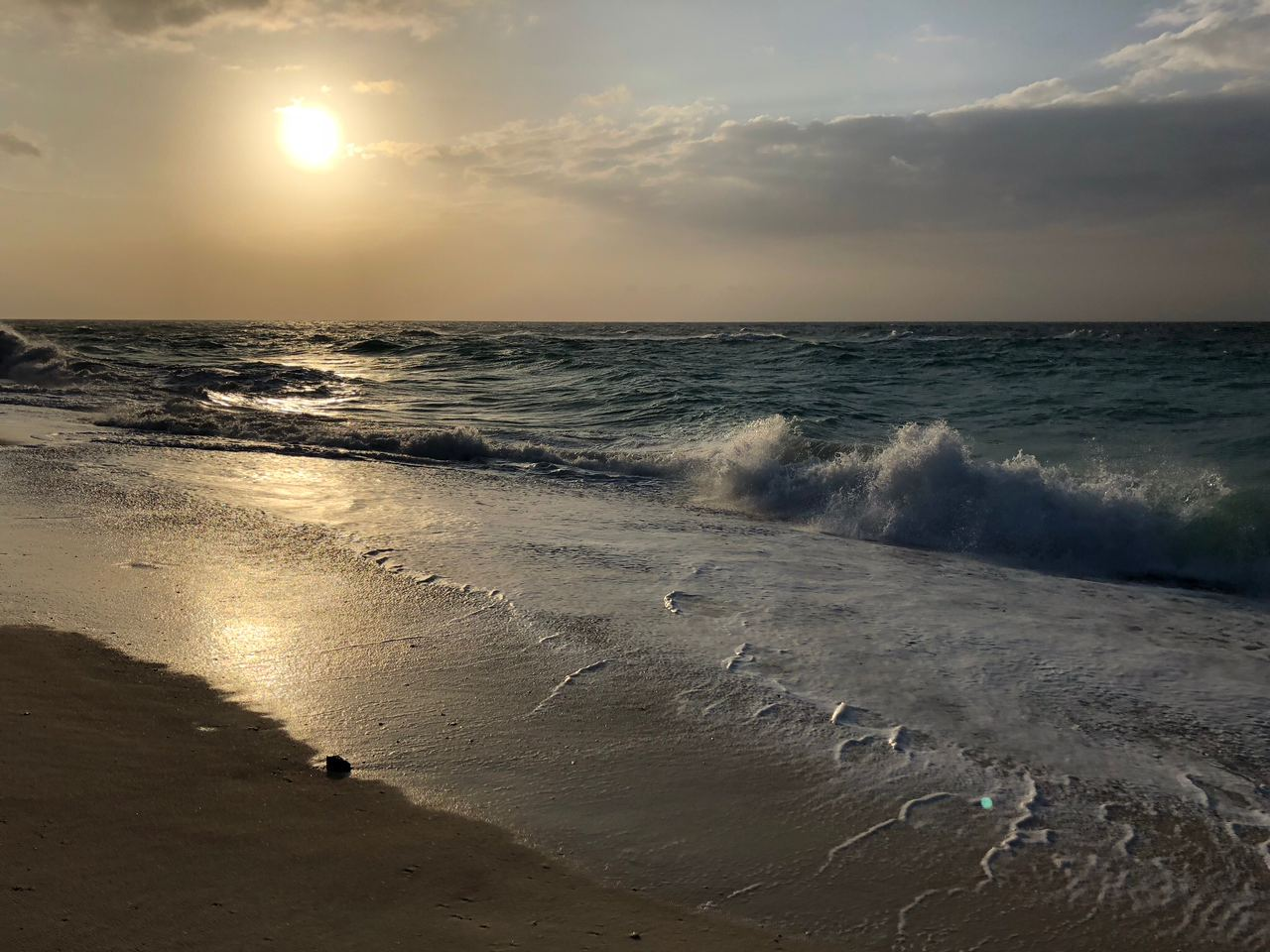
пляж на острові Боракай

## Назва
Немає якогось консенсусу щодо походження назви Боракай. Згідно двох найпоширеніших версій, назва може походити від місцевого слова borac, що означає білу бавовну, а саме її характеристики, які по кольору та текстурі нагадують білий цукристий та порошкоподібний пісок на пляжах острова. У іншій версії, назва острова походить від слів з мови Аті bora, що означає бульбашки, і bocay, що означає білий. Третя версія, що датується іспанською епохою, пояснює цю назву як суміш слів sagay що означає мушлю та boray насіння.

## Історія

### Передісторія
До іспанської колонізації Філіппін у 16 столітті першим населенням острова був народ Аті, які розмовляли мовою Інаті що належить до Бісайських мов.
З часом там стали переселенці із інших частин архіпелагу, зокрема Акланон (основна мова провінції Аклан), Хілігайнон, Кінарай, Капізнон, та інші Бісайські мови.
Піренейським завойовникам він був відомий як Буракай. На момент контакту з європейцями Буракай налічував сто людей, які вирощували рис на острові та займалися тваринництвом, у першу чергу вирощуванням кіз.
Під час іспанського правління нічим видатним острів не запам'ятався, архітектурні пам'ятки на ньому відсутні.

### XX століття
Боракай був переважно аграрною територією, як і інші частини країни. Близько 1900 року Софія Гонсалес Тіроль та її чоловік Ламберто Гонтіверос Тіроль (міський суддя на материковій частині Панай) володіли великою кількістю землі на острові. Вони займалися розведенням кокосових горіхів, фруктових дерев та зелених насаджень. З часом розвиток острова, обробка сировини та будівництво інфраструктури поширилися. Виробництво копри та рибальство були основними галузями промисловості острова, однак через надмірний вилов рибалок та знищення коралового рифу рибна промисловість занепала. До 1980-х років ціна копри знижувалася, заохочуючи туризм як альтернативне джерело доходу для острова.
Боракай є частиною провінції Аклан, яка стала незалежною провінцією 25 квітня 1956 року. Розвиток туризму тут почався з 1970-х років. 

#### Розвиток туризму

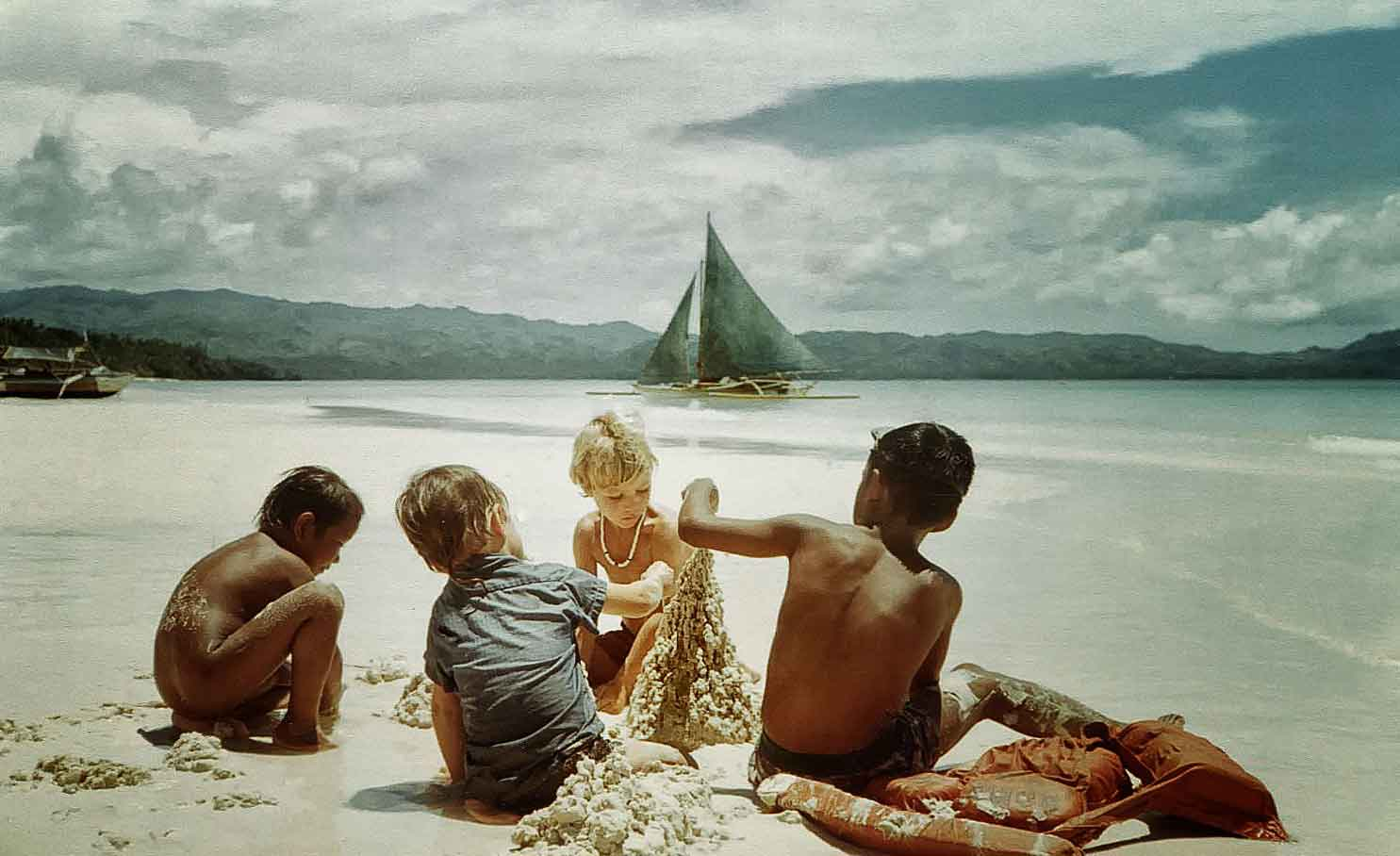
пляж на острові Боракай, 1985 рік

Туризм прийшов на острів, починаючи десь із 1970-х років. Кінострічки тих часів Nam's Angels (випущений у США під назвою The Losers) та Too Late the Hero знімалися на Боракаї та у сусідньому місті Катіклан. Почав з'являтися певний приплив західних туристів після того, як німецький письменник Йенс Петер у своїй книзі про Філіппіни в 1978 році назвав його «раєм на Землі». У 1980-х острів став популярним напрямком для бюджетних туристів. До 1990-х років пляжі Боракая були визнані найкращими у світі, однак наприкінці 1990-х кількість туристів на курортний острів дещо  через збільшення кількості бактерій у стічних водах та загалом незадовільної системи водопостачання острова.

### XXI століття
У 1997 році було встановлено систему питного водопостачання, очисних споруд та системи видалення твердих побутових відходів, що експлуатувалася Філіппінським управлінням туризму. Проблеми довкілля зберігались через безвідповідальне ставлення до природи більшості підприємств та бізнесів острова.
Боракай був оголошений спеціальною туристичною зоною у 2005 році, що сприяло його розвитку і забудові.
2012 року департамент туризму Філіппін повідомив, що Боракай був визнаний другим найкращим пляжем у світі після острова Провіденсіялес що входить до складу островів Теркс і Кайкос.

#### Закриття та реконструкція 2018 року
Через погіршення екологічних умов на Боракаї президент Родріго Дутерте заявив у лютому 2018, що планує закрити курортний острів, який він назвав «вигрібною ямою», доручивши міністру довкілля та природних ресурсів Рою Сімату вирішити цю проблему. На засіданні уряду президент Дутерте схвалив повне закриття острова на шість місяців, починаючи з 26 квітня 2018 року, з метою реабілітації та вирішення екологічних проблем, у яких захлинувся Боракай. 
У квітні 2018 року 200 солдатів з 301-ї піхотної бригади Філіппінської армії були переведені на Боракай для допомоги під час реконструкції острова.

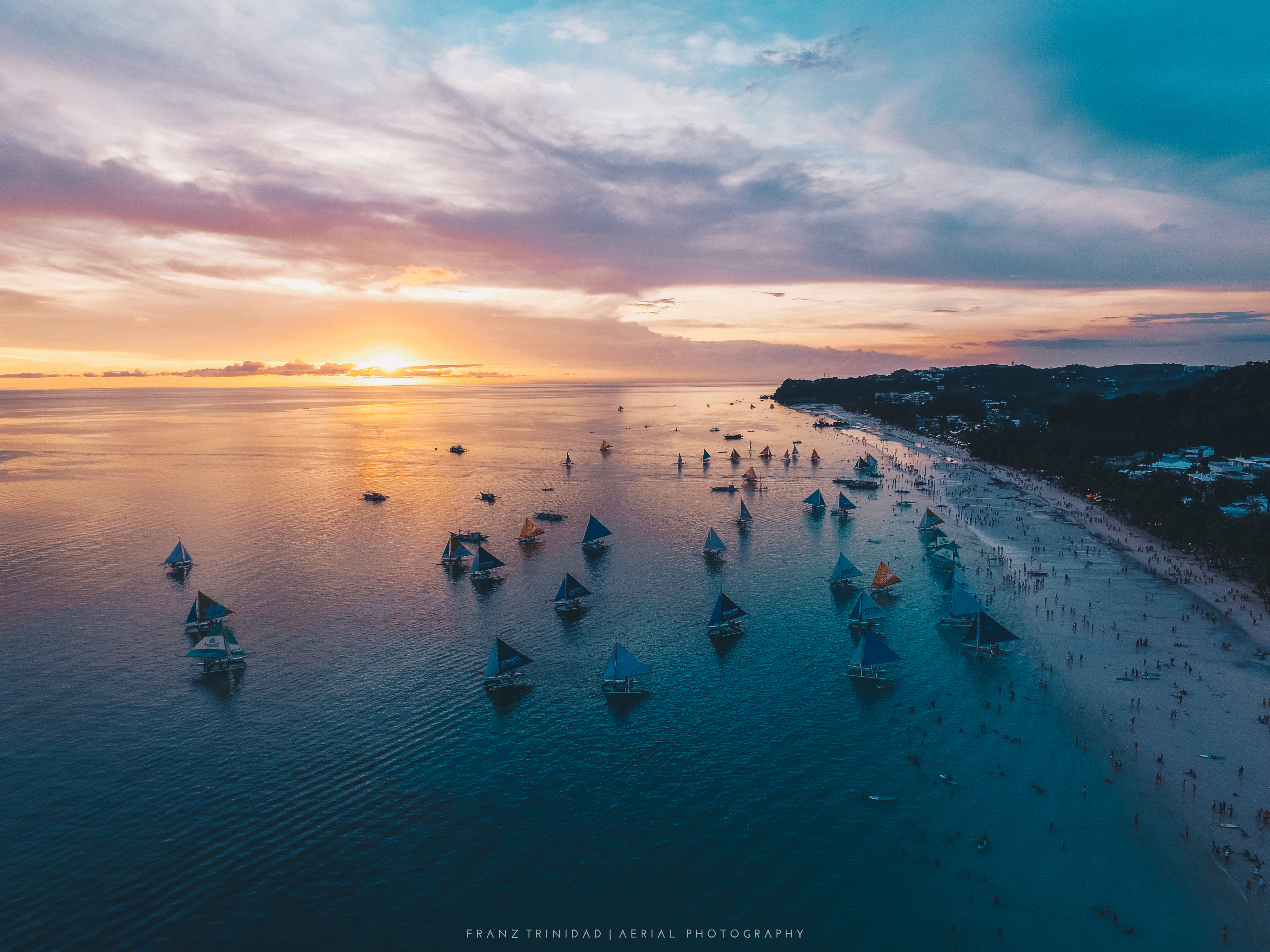
вид на центральний пляж

26 жовтня 2018 року Боракай був знову відкритий для відвідування, хоча робота над інфраструктурою острова все ще триває. У квітні 2019 року на Боракаї було відкрито численні бізнеси що належать китайським громадянам, крім того, там проживає близько 300 громадян материкового Китаю (близько 1% від постійного населення). У квітні 2019 року міністр праці Сільвестр Белло заявив, що Міністерство праці та зайнятості не контролює іноземний бізнес, який створює робочі місця на острові, але буде контролювати дотримання трудового законодавства щоб робочі місця були у першу чергу для місцевого населення.

#### Закриття під час пандемії
Муніципалітет Малай, включаючи острів Боракай, був закритий для туризму 19 березня 2020 року у відповідь на глобальну пандемію COVID-19. Місцеві жителі звільняються від будь-яких обмежень на пересування, однак туристи у більшості випадків повинні пройти 14-денний карантин.
У січні 2021 року на острові було виявлено спалах вірусу covid-19 серед 16 працівників одного із готелів, через що острів знову тимчасово закрили.

## Клімат
На острові буває дві пори року, які місцевою мовою називаються сезон Amihan та сезон Habagat. На місцевій мові, Amihan означає холодний північно-східний вітер, а Habagat означає західний а або південно-західний мусон. Сезон Amihan характеризується помірними температурами, невеликою кількістю опадів та переважаючим вітром з північного сходу. Habagat характеризується спекотною і вологою погодою, частими сильними опадами та переважно західним вітром.
На Боракаї, основним індикатором зміни сезону є зміна напрямку вітру. Часто цей перехід різкий і відбувається за одну ніч. У деякі роки цей період може тривати тиждень чи навіть два, коли вітер постійно змінює напрямок руху. Сезон Amihan зазвичай починається у жовтні і триває до червня, Habagat відповідно з червня по жовтень.

Температура у провінції Малай зазвичай перебуває у діапазоні від 25°C до 30°C, опускаючись до 23°C у березні та підіймаючись до 33°C у травні. Під час тропічних штормів температура опускається нижче 30°C. Тропічні шторми можуть бути будь-коли протягом року, частіше у сезон Habagat.
| Клімат острова Боракай                       | Клімат острова Боракай | Клімат острова Боракай | Клімат острова Боракай | Клімат острова Боракай | Клімат острова Боракай | Клімат острова Боракай | Клімат острова Боракай | Клімат острова Боракай | Клімат острова Боракай | Клімат острова Боракай | Клімат острова Боракай | Клімат острова Боракай | Клімат острова Боракай |
| Показник                                     | Січ.                   | Лют.                   | Бер.                   | Квіт.                  | Трав.                  | Черв.                  | Лип.                   | Серп.                  | Вер.                   | Жовт.                  | Лист.                  | Груд.                  | Рік                    |
| Середній максимум, °C                        | 29,4                   | 29,7                   | 31,2                   | 32,4                   | 32,5                   | 31,6                   | 31,4                   | 31,3                   | 30,5                   | 30,9                   | 30,7                   | 29,5                   | 30,9                   |
| Середній мінімум, °C                         | 23,2                   | 23,5                   | 24,2                   | 24,5                   | 25,1                   | 24,7                   | 24,5                   | 24,4                   | 24,3                   | 24,4                   | 24,4                   | 23,6                   | 24,2                   |
| Норма опадів, мм                             | 117                    | 58                     | 52                     | 61                     | 194                    | 352                    | 431                    | 464                    | 345                    | 359                    | 286                    | 211                    | 2930                   |
| -------------------------------------------- | ---------------------- | ---------------------- | ---------------------- | ---------------------- | ---------------------- | ---------------------- | ---------------------- | ---------------------- | ---------------------- | ---------------------- | ---------------------- | ---------------------- | ---------------------- |
| Джерело: https://www.travelklima.de/boracay/ |                        |                        |                        |                        |                        |                        |                        |                        |                        |                        |                        |                        |                        |

## Туризм

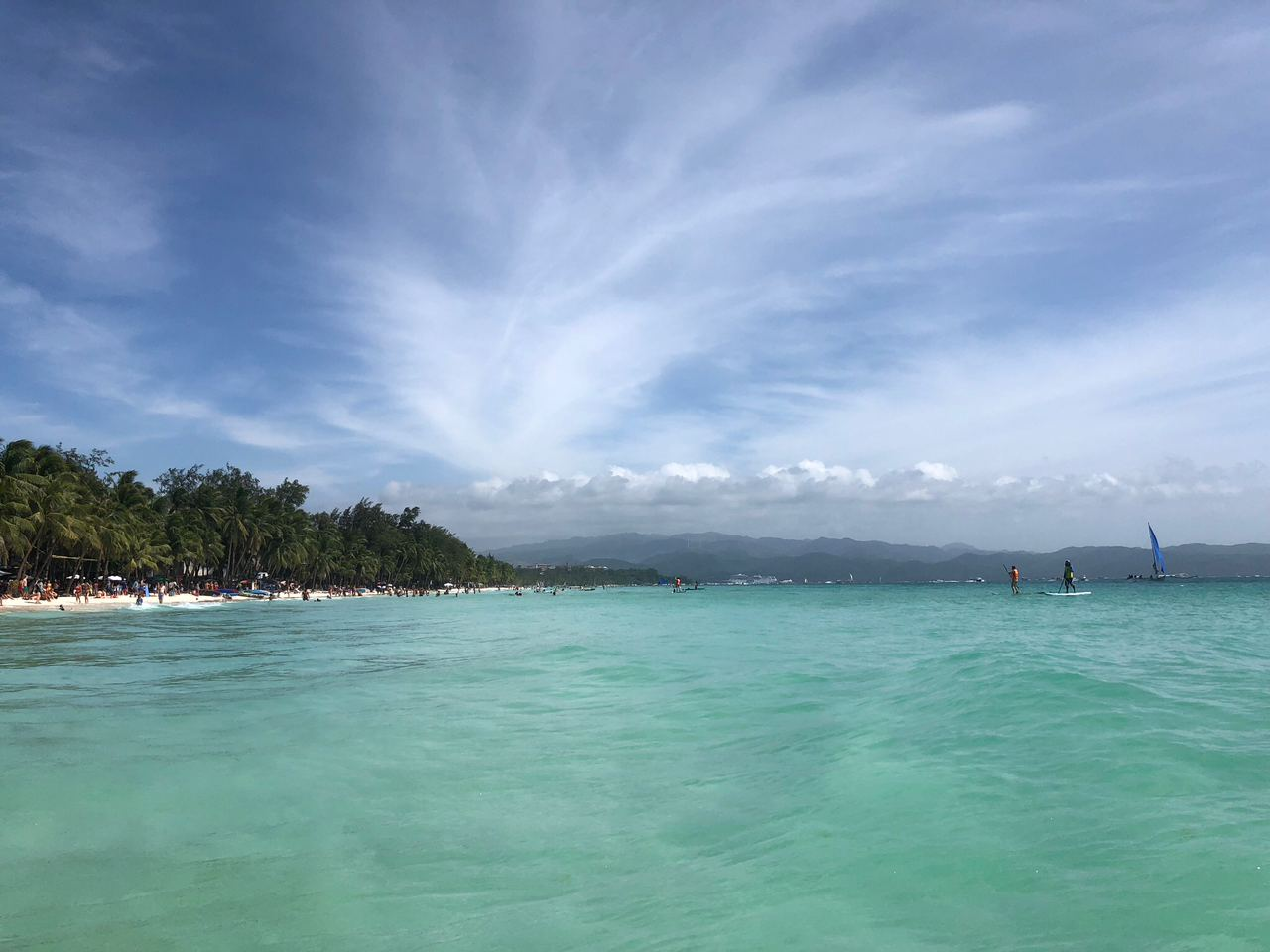
центральний пляж на острові Боракай

Частково через погоду, туризм на острові Боракай має свій пік впродовж холоднішого сезону, який триває з жовтня по червень. Під час цього сезону вітер дує зі сходу і головний туристичний пляж (Білий пляж) захищений від вітру, вода як правило спокійна і дуже прозора. На східній частину острова, завдяки рельєфу та вітру у цей час безпечно плавати у водах коралового рифу, що приваблює дуже багато туристів для сноркелінгу та дайвінгу.
У червні 2011 року повідомлялося, що корпорація Megaworld, група з питань нерухомості очолювана Ендрю Таном, виділила близько 0.5 млрд доларів США на розвиток туристичних комплексів на Боракаї та Кавіте. Запланований проект New Boast Boracaya який включає чотири готелі на 1500 номерів, торговий та розважальний центри.
Серед інших відомих курортів Боракая виділяється Discovery Shores, розкішний п’ятизірковий курорт, керований філіппінською гостинною групою під назвою The Discovery Leisure Company який знаходиться на Першій станції Білого пляжу.
Протягом 2019 року на острові було 1 037 619 іноземних та 923 433 внутрішніх туристів. Загальний прибуток від туризму у 2019 році склав 1.04 млрд доларів. 
| Країна | Країна            | Кількість туристів, 2019 |
| ------ | ----------------- | ------------------------ |
| 1      | Філіппіни         | 914 928                  |
| 2      | КНР               | 434 175                  |
| 3      | Південна Корея    | 400 610                  |
| 4      | Тайвань           | 30 634                   |
| 5      | США               | 24 827                   |
| 6      | Велика Британія   | 13 715                   |
| 7      | Австралія         | 12 785                   |
| 8      | Японія            | 11 474                   |
| 9      | Саудівська Аравія | 10 789                   |
| 10     | Німеччина         | 7 441                    |
| Всього | Всього            | 2 034 599                |

З початком пандемії на острові суттєво скоротилася кількість туристів, з 1 по 12 грудня зафіксовано 3 703 нових туристів, що відповідає середньодобовій кількості 2019 року.

## Географія та економіка
Пляж Кагбан, що виходить на південь, розташований через невелику протоку від порту причалу в Катіклані на острові Панай, а пристань причалу Кагбан служить головним пунктом входу та виходу Боракая протягом більшої частини року. Два основних туристичних пляжі Боракая, Білий пляж та Булабог, розташовані на протилежних сторонах вузької центральної області острова. Білий пляж виходить на захід, а пляж Булабог — на схід. 
Білий пляж, головний туристичний пляж, має довжину близько чотирьох кілометрів, на ньому розташовані курорти, готелі, пансіонати, ресторани та інші туристичні заклади. У центральній частині пляжу є пляжна пішохідна доріжка, що відокремлює сам пляж від закладів, розташованих уздовж нього. Кілька доріг та доріжок з'єднують пляжний шлях із головною дорогою Боракая, автомобільною дорогою, яка проходить уздовж острова. На крайньому північному кінці Білого пляжу проходить пішохідна доріжка, яка з’єднує Білий пляж із пляжем Дінівід.
Пляж Булабог є другим найпопулярнішим пляжом острова та найкращим для віндсерфінгу та кайтсерфінгу.
Земля на острові поділена на законсервовані ділянки з забороною ведення на них будівництва чи сільського господарства (400 гектарів переважно лісу, та 630 гектарів землі загального користування). Острів належить муніципалітету Малай провінції Аклан. На острові є три населені пункти: Булабог, Манок-Манок і Япак.

### Транспорт
Острів Боракай відокремлений від острова Панай вузькою протокою, через яку є пором. Острів розташований навпроти міста Катіклан в муніципалітеті Малай провінції Аклан. Транспортування через протоку забезпечують човни, що курсують від пристані Катіклан. Порт Кагбан служить основним вузлом морського транспорту для пасажирів, які прямують до Боракая, але на острові відсутній будь-який офіційний морський порт для перевезення вантажів чи людей.
Боракай обслуговується двома аеропортами в Аклані: міжнародним аеропортом Калібо та аеропортом Катіклан. На острові Панай є аеропорт Ілоіло з якого можна дістатися наземним транспортом і поромом до Боракаю.
Основні види транспорту на острові — мотоцикли, електричні триколісні велосипеди та авто. Серед інших видів транспорту — гірські велосипеди, квадроцикли та мотоцикли, які можна взяти в оренду. Планується збільшувати частку електротранспорту, запуск автобусів, та сервіс Grab. Міністерство енергетики закупить 200 електронних мотоциклів для місцевого уряду за 35 млн доларів США, проєкт фінансується Азійським банком розвитку. В останні роки частка електротранспорту на острові зростає.

### Фестиваль Азійських Ігор
У Боракаї було заплановано проведення спеціального мультиспортивного заходу в 2013 році. Було надане право проводити цей захід Філіппінам, оскільки саме тут відбулися перші ігри 100 років тому. Фестиваль повинен був відбутися на Боракаї в листопаді 2013 року, однак його довелося перенести до Маніли через тайфуну Хайян.